# Dodge Mirada
Dodge Mirada — автомобиль в кузове купе производства компании Dodge, принадлежащей концерну Chrysler Corporation. Пришёл на смену автомобилю Dodge Magnum. Вытеснен с конвейера моделью Dodge 600. 

## История
Автомобиль Dodge Mirada впервые был представлен в 1980 году. В отличие от предшественников под индексом Magnum, автомобиль уменьшен в габаритах для соответствия стандартам корпоративной экономии топлива.
Базовой моделью для Dodge Mirada стала Dodge Aspen. При разработке передней части был учтён опыт Cord 810/812.
Базовые модели Dodge Mirada оснащены металлической крышей с хромированной полосой. Опционально были доступны электрический люк (до 1981 года) и стеклянная Т-образная крыша. Также модели оснащены 15-дюймовыми стальными колёсами с десятью спицами. Отделки автомобиля — S (SE) и CMX.

## Двигатели
| Объём    | Мощность                                               | Крутящий момент                                    | Трансмиссия         |
| -------- | ------------------------------------------------------ | -------------------------------------------------- | ------------------- |
| 3687 см3 | 90 л. с. (1980) 85 л. с. (1981—1983) при 3600 об/мин   | 217 Н*м (1980) 224 Н*м (1981—1983) при 1600 об/мин | 3-скор. АКПП (A904) |
| 5211 см3 | 120 л. с. (1980) 130 л. с. (1981—1983) при 3600 об/мин | 332 Н*м (1980) 312 Н*м (1981—1983) при 1600 об/мин | 3-скор. АКПП (A904) |
| 5899 см3 | 185 л. с. при 4000 об/мин                              | 373 Н*м при 2000 об/мин                            | 3-скор. АКПП (A727) |
| [ 3 ]    |                                                        |                                                    |                     |

## Продажи
| Год   | Всего |
| ----- | ----- |
| 1980  | 28633 |
| 1981  | 11899 |
| 1982  | 6818  |
| 1983  | 5597  |
| Всего | 52947 |

## Галерея

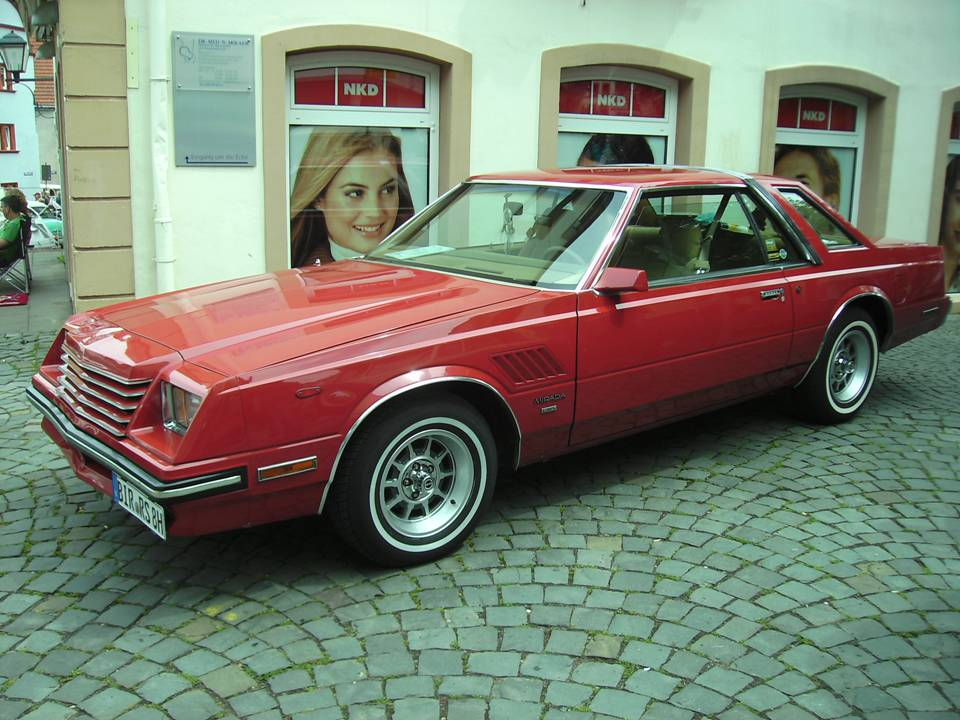
Dodge Mirada
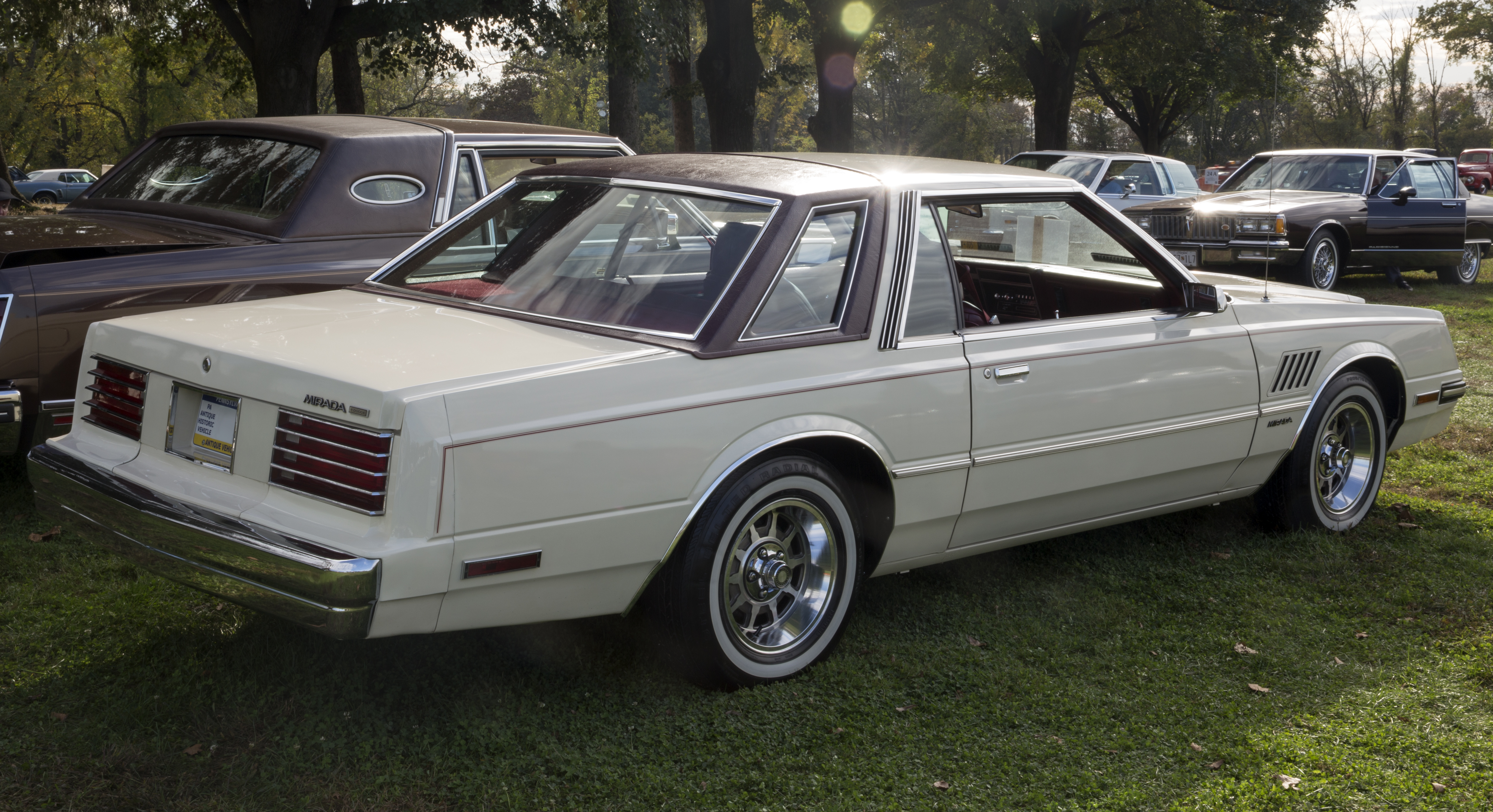
Вид сзади
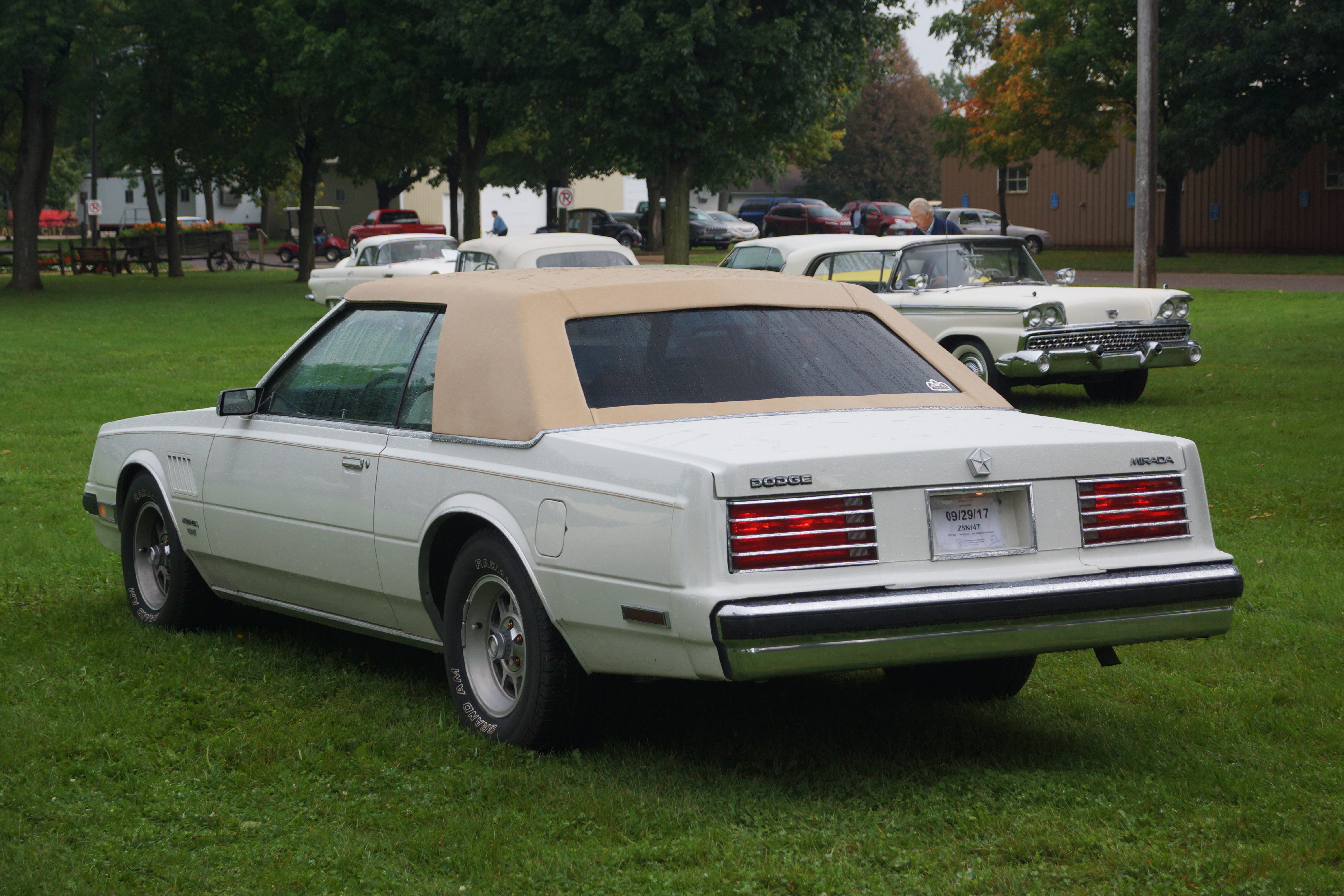
Dodge Mirada CMX
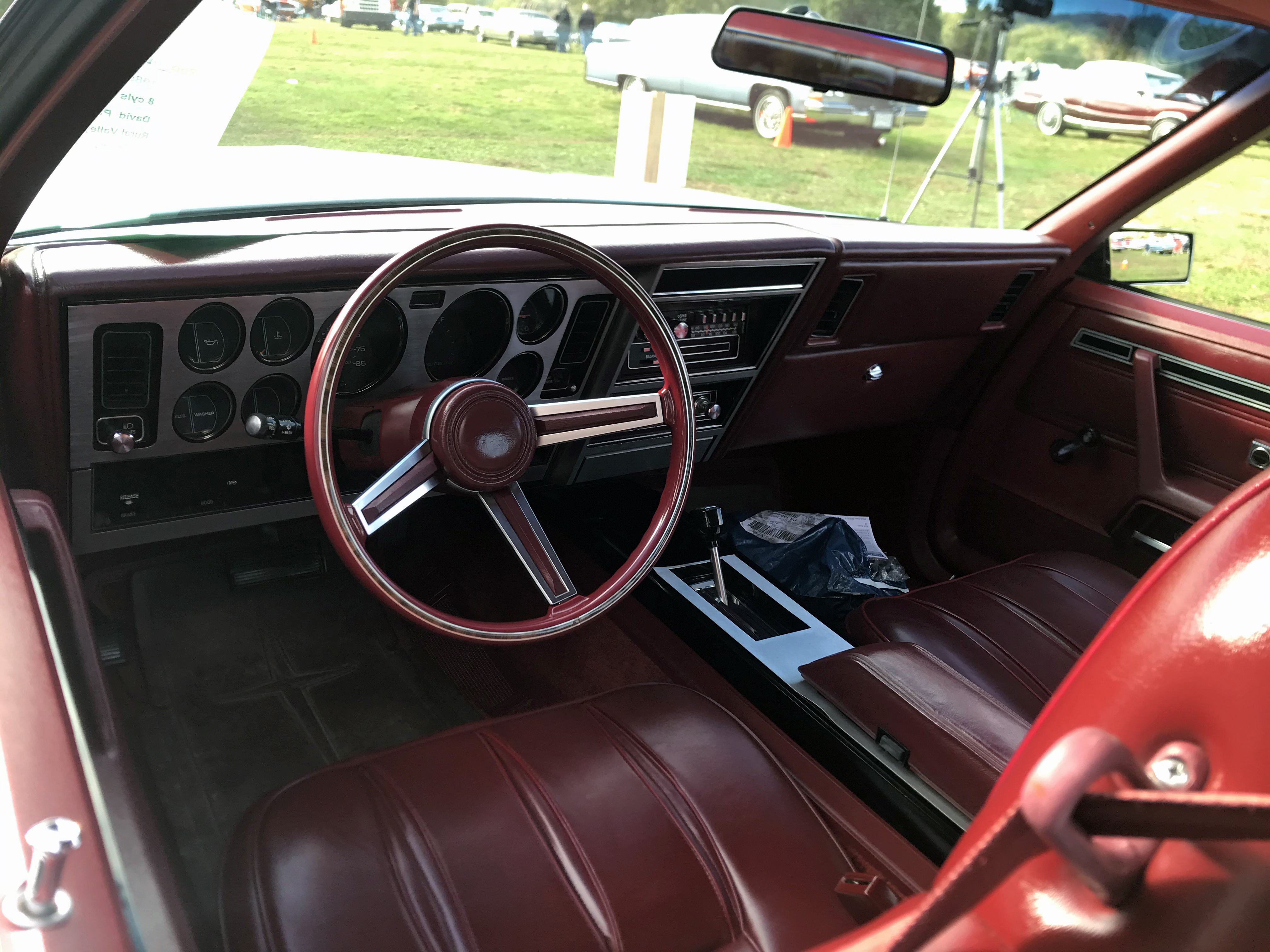
Место водителя
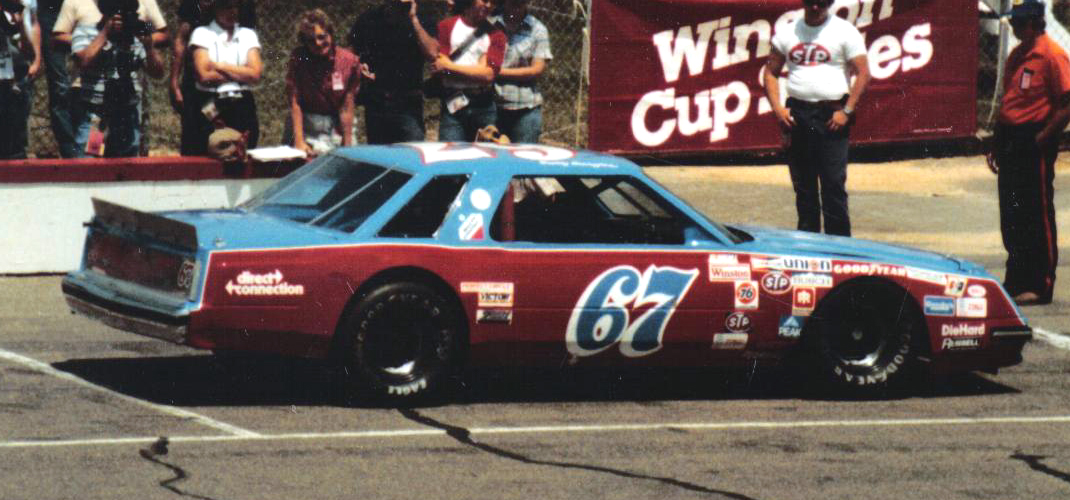
Спортивный автомобиль